# Mbayá
Cet article concerne la langue mbayá. Pour le peuple mbayá, voir Mbaya.
Le mbayá est une langue waykuruane parlée au Brésil et au Paraguay dans la région du Chaco.

## Connaissance de la langue
Le mbayá nous est connu par une grammaire rédigée en 1760 par Sanchez Labrador. La langue est éteinte mais a un descendant moderne, parlé dans le Sud du Brésil, le kadiwéu.